# Taça de Portugal de 1979–80
A Taça de Portugal 1979-80 foi 40ª edição da Taça de Portugal, competição sob alçada da Federação Portuguesa de Futebol.
- Calendário de resultados só a partir dos Oitavos de Final até à final no Estádio Nacional do Jamor.

## Oitavos de Final
| Visitado              | Resultado           | Visitante              |
| Belenenses            | 1 - 2               | Porto                  |
| Benf.C.Branco         | 0 - 2               | Boavista Futebol Clube |
| Vitória de Setúbal    | 5 - 0               | Penafiel               |
| Benfica               | 2 - 1               | Sporting               |
| Bragança Sport Club   | 2 - 0               | Fafe                   |
| Comércio e Indústria  | 1º: 0 - 0 2º: 1 - 2 | Varzim Sport Club      |
| Marítimo Sport Clube  | 2 -0                | Marialvas              |
| Sport Clube Beira-Mar | 2 - 0               | Farense                |

## Quartos de Final
| Visitado              | Resultado | Visitante              |
| Bragança              | 0 - 2     | Benfica                |
| Marítimo Sport Clube  | 1 - 0     | Boavista Futebol Clube |
| Sport Clube Beira-Mar | 0 - 1     | Porto                  |
| Vitória de Setúbal    | 0 -1      | Varzim Sport Club      |

## Meias-Finais
| Visitado          | Resultado | Visitante            |
| Porto             | 3 - 0     | Marítimo Sport Clube |
| Varzim Sport Club | 1 - 2     | Benfica              |

## Final
| 07 de Junho de 1980 | Benfica                       | 1 – 0 | Porto | Estádio Nacional do Jamor Árbitro: César Correia |
|                     | César Martins de Oliveira 36' |       |       |                                                  |

### Substituições
Benfica
Alberto  Frederico  10'
António Bastos Lopes  Reinaldo  70'
Porto
Rodolfo Reis  Albertino  46'
Quinito  Bife  65'

### Equipas
Benfica
Manuel Bento; Pietra; Humberto Coelho; António Bastos Lopes; Laranjeira; Alberto; Toni; Carlos Manuel; Shéu Han; Néné; César; Frederico; Reinaldo.
Porto
João Fonseca; Freitas; Lima Pereira; Simões; Rodolfo Reis; Adelino Teixeira; Frasco; Sousa; Romeu; Quinito; Fernando Gomes; Bife; Albertino.

## Campeão
| Taça de Portugal 1979-80 |
| ------------------------ |
| Benfica 16º Título       |